# Regione di Pardubice
La regione di Pardubice (in ceco Pardubický kraj) è una regione (kraj) della Repubblica Ceca, situata nella parte orientale della regione storica della Boemia, con una piccola parte nel nord-ovest della Moravia. Il suo nome è dovuto al capoluogo Pardubice.

## Distretti
- Distretto di Pardubice
- Distretto di Chrudim
- Distretto di Svitavy
- Distretto di Ústí nad Orlicí

## Città
- Chrudim
- Pardubice
- Hlinsko
- Holice
- Svitavy
- Ústí nad Orlicí
- Vysoké Mýto

## Geografia fisica
punto più basso: Fiume Elba vicino Kojice, 200 m

punto più alto: Králický Sněžník, 1.423 m